# Kalanchoe rebmannii
Kalanchoe rebmannii ist eine Pflanzenart der Gattung Kalanchoe in der Familie der Dickblattgewächse. Kalanchoe rebmannii wurde nach dem Botaniker Norbert Rebmann (* 1948) benannt, der die Pflanze entdeckte.

## Beschreibung
Kalanchoe rebmannii ist eine kleine, ausdauernde Pflanze, die 10 bis 15 Zentimeter Höhe erreicht. Sie wächst als Halbstrauch, das heißt, dass sie im unteren Bereich verholzt, die Zweige der aktuellen Vegetationsperiode hingegen nicht verholzt sind. Sie bildet Verzweigungen aus. Die gesamte Pflanze ist dicht weiß drüsig behaart. Die gestielten, fleischigen Laubblätter sind kreuzgegenständig an der Sprossachse angeordnet. Sie sind beiderseits von frischgrüner Farbgebung und glatter Textur. Sie sind oval geformt. Die hängenden Blüten sind leuchtend rot.

## Verbreitung
Kalanchoe rebmannii stammt aus einem Hochland Madagaskars und wächst auf nassen Granit- und Humusplatten.